# マリア・テレサ・ガウ
マリア・テレサ・ガウまたはGOW（Maria Theresa Gow、1982年9月12日 - ）はイギリス出身の歌手・女優・タレント。ノースプロダクション所属。

## 人物
フィリピンとスコットランドのハーフである。英語・日本語だけでなく、タガログ語も話すことができる。一般的には「Gow（ガウ）」で通していることが多い。弟がおり、名前はフランシス。
TBS系『ウルトラマンガイア』でジョジー・リーランド隊員役でブレイク。その後も歌手、女優、タレントと幅広く活躍している。
2006年、株式会社ビーイングのZAZZYレーベルより2枚のアルバムをリリース。
2009年、リミックスはGeneZのボーカリストとして活動。
2013年4月から2014年3月までの1年間、TOKYO MX「5時に夢中!サタデー」にて黒船特派員として出演。
2014年3月31日から、TOKYO MX「5時に夢中!」で月曜日の黒船特派員として出演し、2022年9月26日を持って番組を卒業した。
2017年、サイキックサーカスに加入。
2019年4月より株式会社オフィスAに所属。
2019年7月26日に映画「アスリート～俺が彼に溺れた日々～」の主題歌として「ねぇ、だって」が起用される。
2020年よりノースプロダクション所属。
2021年11月結婚。

## 音楽作品
アルバム
- Break the Barrier / GOW&Bad54
- It's Dance Shuffle / GOW NIKK&MAO
- One Step / GeneZ
- DREAM / GeneZ
- HEAR / GOW
- Never Say Never / GOW  2019年12月25日全国発売

シングル
- No Regrets
- My Rhythm and Blues
- ねぇ、だって - LGBT映画「アスリート」主題歌、2019年6月27日より配信開始

### 参加作品
- B'z「無言のPromise」（間奏のセリフを担当）
- 近藤房之助 アルバム (コーラスとして参加)
- KSUKE 24MAX feat.GOW
- ROCKETMAN feat.GOW (beyond the light)
- ROCKETMAN feat.GOW (Smile,Close to you,Feel like making love,Over the rainbow)

## 出演履歴

### テレビ
NHK / NHK WORLD
- 余命半年
- えいごリアン
- 高校講座ベーシック10 シーズン2
- 高校講座ベーシック10 サマースクール
- journeys in japan「沖縄音楽の心にふれる旅」 - レポーター
- Trails to Tsukiji - レポーター
- 宙わたる教室（2024年10月8日 - ） - 越川アンジェラ 役

日本テレビ
- ジャパ音研究所♪
- 世界番付

TBSテレビ
- ウルトラマンガイア - ジョジー・リーランド隊員役（レギュラー）
- ここがヘンだよ日本人 - イギリス出身として出演
- 正三郎の部屋! - レポーター
- アッコにおまかせ!
- うたばん - Utatoo役
- 日立 世界・ふしぎ発見!
- 大久保じゃあナイト - レポーター

フジテレビ
- ウォッ!チャ - レポーター/コメンテーター（レギュラー）
- 腕まくり看護婦物語6 - ゲスト主演 マーゴ 役
- TKミュージックランプ
- 爆笑そっくりものまね紅白歌合戦スペシャル - t.A.T.u.、ホイットニー・ヒューストン、ビヨンセ、レディー・ガガ
- ことぶきウォーズ - ナンシー 役

テレビ朝日
- 超そっくり人間! 安室奈美恵、t.A.T.u.
- SmaSTATION-4 - レギュラー（スマガール）
- エースを狙え ～奇跡への挑戦～ - マリア・ヤング役
- 仮面ライダーW - ネオン・ウルスランド役
- スーパーJチャンネル なるほどジパング - レポーター（2017 - 現在）

テレビ東京
- 外国人歌謡大賞 - 銅賞
- 外国人歌謡大賞・グランプリ大会
- 愛LOVEジュニア サウンドストーリー - マリア役
- 月曜プレミア8 横山秀夫サスペンス「沈黙のアリバイ」（2020年10月26日、テレビ東京） - ジョナリン 役

TOKYO MX
- TOKYOモーニングサプリ - イギリス・フィリピン代表パネラー（ - 2008年4月 金曜レギュラー、2008年4月 - 火曜レギュラー）※一時期新レギュラーが決まらず火曜、金曜と掛け持ちしていた。
- ザ・ゴールデンアワー - レギュラー
- 5時に夢中!サタデー - 黒船特派員
- 5時に夢中! - 黒船特派員（- 2022年9月26日、上記のサタデー終了後、金曜担当のち月曜担当）

千葉テレビ
- 金曜たぶろっど! - レポーター
- The☆座 - MC

朝日放送テレビ
- あなたの恋人、強奪します。 第7話・第8話（2024年5月26日・6月2日） - テレシータ 役

### ビデオ映画
- 報復攻撃 - ジュリア 役
- 探偵屋女房
- ザ・グラウンド（アフレコ）
- ウルトラマンガイア ガイアよ再び（2001年） - ジョジー・リーランド隊員 役

### 映画
- ラブレター
- 恋愛写真
- ウルトラマンティガ・ウルトラマンダイナ&ウルトラマンガイア 超時空の大決戦（1999年） - ジョジー・リーランド隊員 役
- ゴジラ×メカゴジラ（2002年） - 外国人記者 役[1]
- ダーリンは外国人
- 世界は僕らに気づかない（飯塚花笑監督）

### 衛星放送
- Cawaii-Com（レギュラー）
- キスゴンのえいごハウス（2004年 - 2005年6月）
- WOWOW「ミュージックファクトリー」
- EP放送「Asian View〜フィリピン編〜」ドキュメンタリー
- Shop Japan「プロテクティア」 - メイン司会

### ラジオ
J-WAVE
- Lohas Morning
- Challenge Sports
- Good Morning Tokyo - 火曜日レポーター

FM Yokohama
- Route847

bayfm
- Neo Stream Night（パーソナリティー）
- SKY GATE TRAVELLIN'GROOVE!! - 2018年9月21日、シャウラの代演

ラジオ日本
- ROCK RUSH RADIO "Gow Wow"

TOKYO FM（JFN系）
- DREAMS COME TRUE 中村正人の ENERGY for ALL（アシスタント）

ミュージックバード
- ガウラジ

### Webシネマ
- 東京ディズニーシー「Sea of Dreams」Dream5 ヴァニラ役